# Alucita granata
Alucita granata là một loài bướm đêm thuộc họ Alucitidae. Loài này có ở Mozambique.